# Chlamydotis
Chlamydotis är ett litet släkte med stora fåglar inom familjen trappar (Otididae). Släktet omfattar de två arterna kragtrapp (C. macqueeni) och ökentrapp (C. undulata). De förekommer på Kanarieöarna, i Nordafrika och sydvästra Asien, och häckar i öken och liknande mycket torra och sandiga områden.
Tidigare kategoriserades det östliga taxonet macqueenii som underart till Chlamydotis undulata. Vid uppdelningen fick taxonet macqueenii behålla trivialnamnet kragtrapp medan C. undulata istället fick namnet ökentrapp. 